# Zahreblea, Dubrovîțea
Zahreblea (în ucraineană Загребля) este un sat în comuna Veliun din raionul Dubrovîțea, regiunea Rivne, Ucraina.

## Demografie
Componența lingvistică a localității Zahreblea
     Ucraineană (100%)
Conform recensământului din 2001, toată populația localității Zahreblea era vorbitoare de ucraineană (100%).